# Epigynopteryx coffeae
Epigynopteryx coffeae là một loài bướm đêm trong họ Geometridae.